# Wörsdorf (Guckheim)
Wörsdorf ist ein Ortsteil von Guckheim im Westerwaldkreis in Rheinland-Pfalz, Deutschland.

## Lage
Wörsdorf, alte Bezeichnungen Wersdorf, Werschdorf, Wirsdorf und Wyrßdorff, liegt westlich des namensgebenden Ortsteils Guckheim am Elbbach.

## Geschichte
Auf dem bei Wörsdorf gelegenen Rothenberg fand man bei Bauarbeiten eine Tonscherbenschicht von ca. 5 cm Dicke bei einer Größe von ca. 4–5 m², die laut Untersuchungen aus der Zeit von 1000 n. Chr. stammt. Vermutlich befand sich um die Jahrtausendwende eine Kultstätte auf dem Rothenberg.
Erste Erwähnungen von Wörsdorf finden sich in Aufzeichnungen über Besitzungen des Klosters Seligenstatt aus den Jahren 1213–1215. Die erste urkundliche Erwähnung von Wörsdorf datiert vom 25. September 1285.
Beide Orte wuchsen im Laufe der Zeit zu einer Gemeinde zusammen. Obwohl Wörsdorf der ältere Ortsteil ist, setzte sich Guckheim als Name für beide Ortsteile durch.

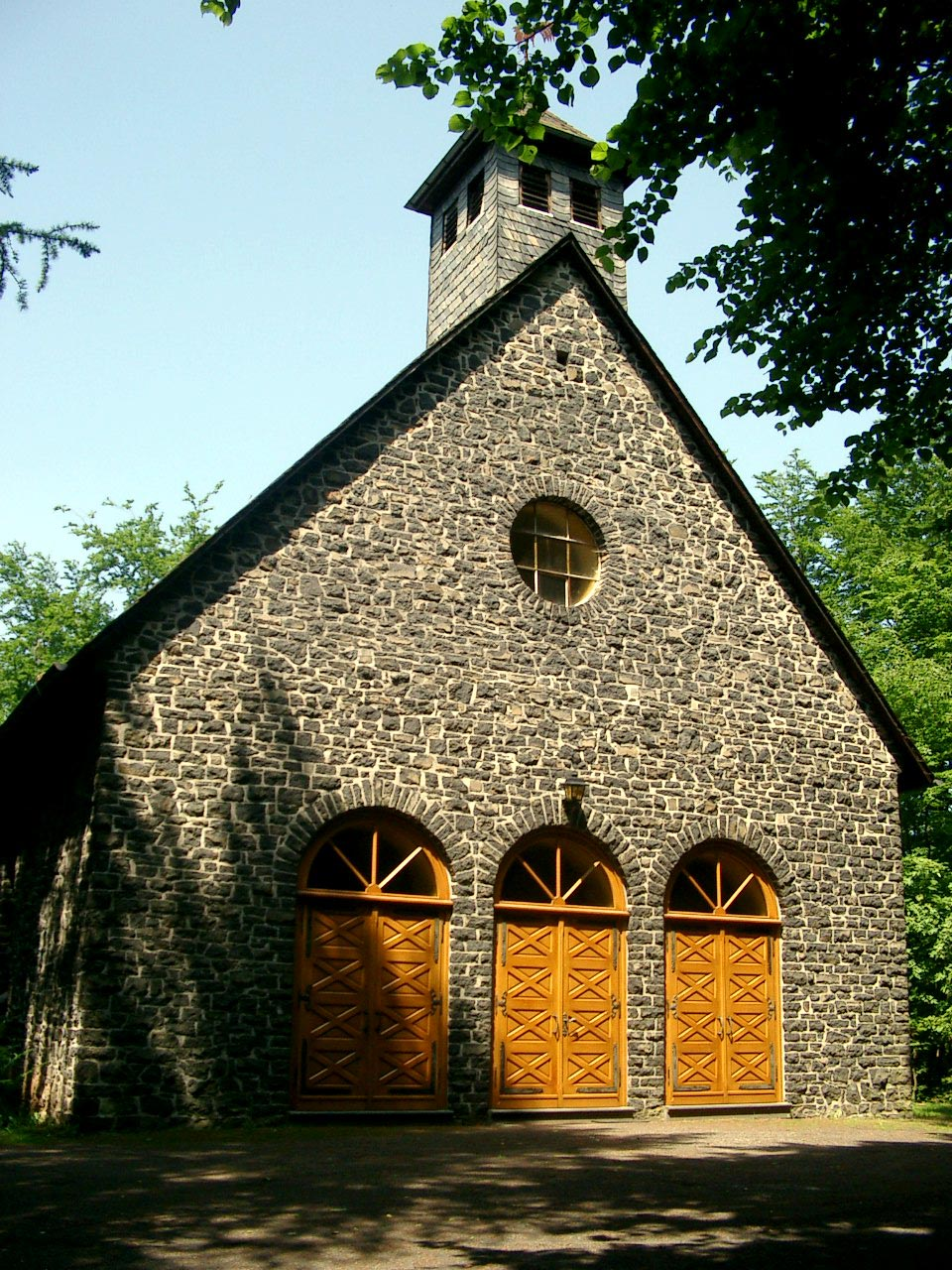
Marienwaldkapelle auf dem Rothenberg

Wahrscheinlich resultiert die Namensgebung aus der wirtschaftlichen Bedeutung der Mühle im Ortsteil Guckheim, die 1511 zum ersten Mal urkundlich erwähnt wurde. Guckheim erhielt dadurch für die Bewohner der vorwiegend landwirtschaftlich geprägten Nachbargemeinden eine höhere Bedeutung als Wörsdorf.
In der Germania Sacra wird Wörsdorf für das Jahr 1564 als Filiale der dem Stift St. Serverus in Gemünden inkorporierten Kirche zu Salz erwähnt. Das Stift erhob in diesem Jahr den Zehnten ganz.

### Bauwerke
- Marienwaldkapelle

## Sonstiges
Die Familiennamen Wörsdorfer und Wörsdörfer leiten sich aus der Ortsbezeichnung Wörsdorf ab.